# Olga Jewgenjewna Romanowa
Olga Jewgenjewna Romanowa (Ольга Евгеньевна Романова, * 28. März 1966) ist eine russische Journalistin und politische Aktivistin. Sie ist Gründerin der Nichtregierungsorganisation Русь Сидящая Rus Sidjaschtschaja, deutsch ‚Russland hinter Gittern‘, die sich für die Rechte von Häftlingen und Oppositionellen einsetzt, und Autorin des gleichnamigen Buches. 2017 floh sie vor staatlicher Verfolgung aus Russland nach Berlin, wo sie seither lebt.  

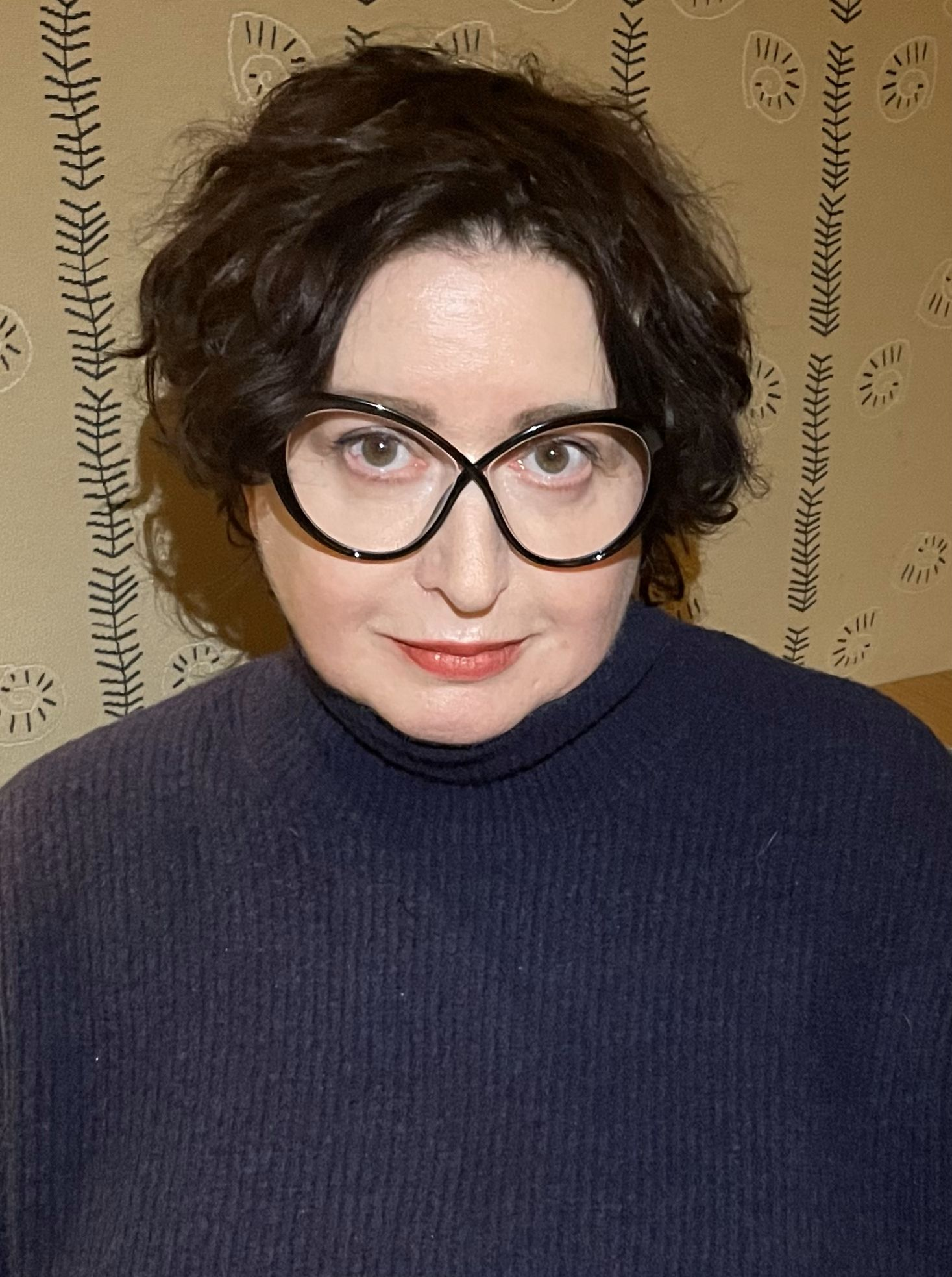
Olga Romanowa (2025)

## Karriere als Journalistin
Olga Romanowa wurde am 28. März 1966 in der Stadt Lyubertsy bei Moskau in eine Ärztefamilie geboren. Nach Abschluss ihres Finanz- und Wirtschaftsstudiums arbeitete sie ab 1989 als Journalistin, unter anderem für die Tageszeitung Sewodnja (russisch Сегодня ‚Heute‘), den Fernsehsender NTW und die Zeitung Wedomosti.
1999 wurde sie Moderatorin beim TV-Sender REN-TV. Der Sender wurde lange als letzter Hort freier Berichterstattung angesehen. Romanowas Nachrichtensendung „24 mit Olga Romanova“ verschaffte ihr große Popularität, 2004 wurde sie mit Russlands wichtigstem Fernsehpreis in der Kategorie „bestes Informationsprogramm im Land“ ausgezeichnet. 2005 wurde REN-TV an regierungsnahe Unternehmen verkauft. Die Chefredakteurin bezeichnete dies als das Ende des letzten unabhängigen Fernsehsenders in Russland.
Es folgte ein international beachteter Zensurskandal: Ren-TV plante als einziger russischer Anbieter einen Beitrag über den skandalösen Freispruch des Sohnes von Verteidigungsminister und Putin-Intimus Sergej Iwanow. Dessen Luxuslimousine hatte eine rote Ampel mit Höchstgeschwindigkeit überfahren und dabei eine Fußgängerin tödlich verletzt. Die Programmdirektion sagte den Beitrag kurzfristig ab. Romanowa beklagte sich in einem Radio-Interview über diesen und weitere Eingriffe der neuen Eigentümer in die Programmpolitik von Ren-TV. Nach ihrer öffentlichen Kritik entließ der Sender Romanowa im November 2005, mehrere Journalisten kündigten unter Protest. Der ehemalige Präsident der Sowjetunion Gorbatschow sagte, es sei „der letzte Sender verloren gegangen, der eine gewisse Unabhängigkeit und Objektivität wahrte“.
Romanowa arbeitete danach für Echo Moskwy, 2007 wurde sie Chefredakteurin der russischen Ausgabe der Business Week. Sie schrieb für unabhängige Medien wie die New Times, die Nowaja gaseta und für den Think Tank Carnegie-Zentrum in Moskau.

## Engagement als Bürgerrechtlerin

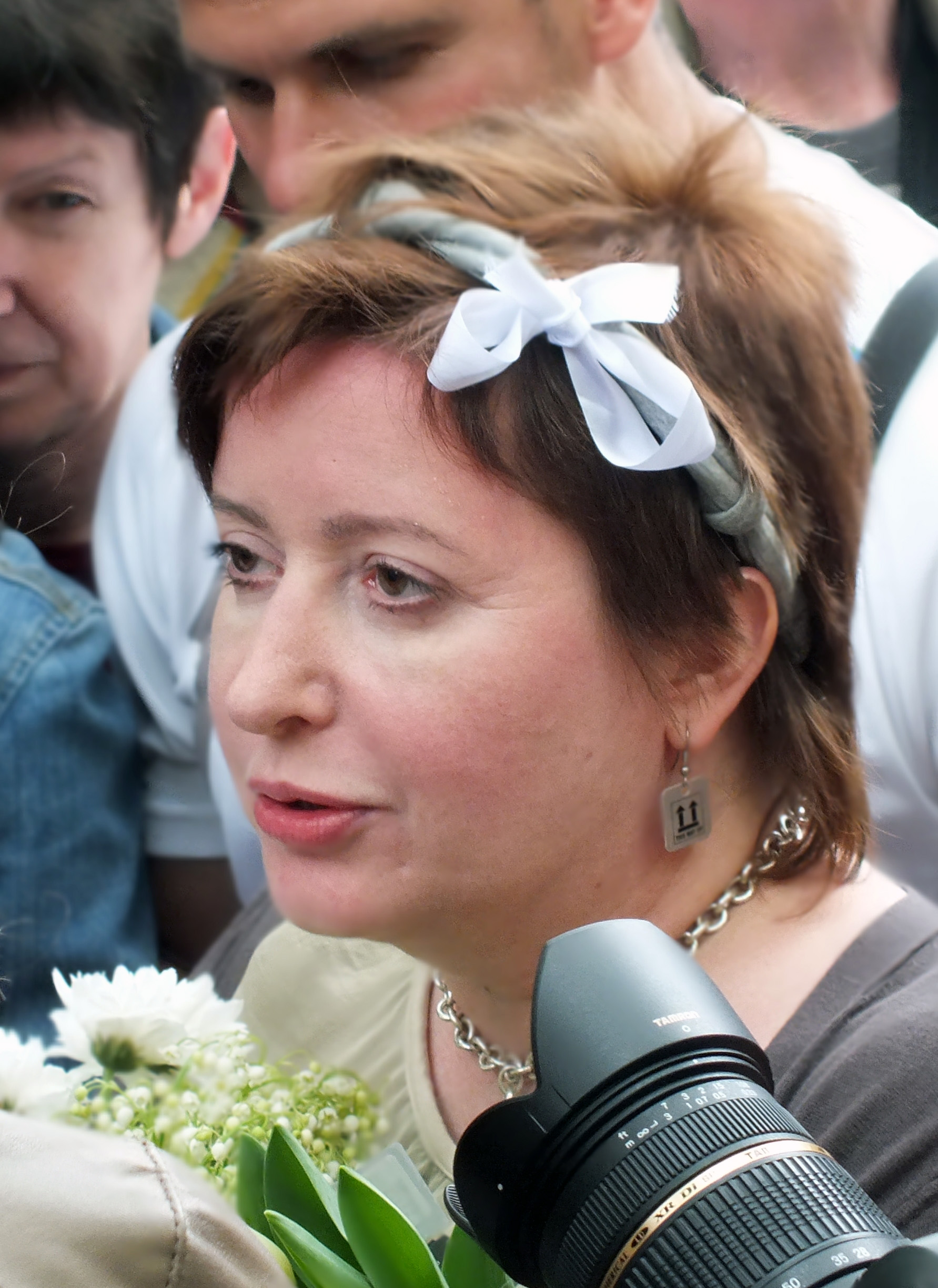
Olga Romanowa 2012

2008 wurde ihr Ehemann, der mittelständische Unternehmer Alexej Koslow, verhaftet. Ihm wurden betrügerische Machenschaften vorgeworfen, er wurde zuletzt vom höchsten Gericht Russlands freigesprochen. Während des Verfahrens blieb Koslow drei Jahre in einer sibirischen Strafkolonie inhaftiert. Nach dem Freispruch nahm die Staatsanwaltschaft Moskau erneut Ermittlungen auf, 2012 wurde Koslow zu fünf Jahren Gefängnis verurteilt.
In dieser Zeit starteten Romanowa und ihr Ehemann ein Blog, das Butyrka-Blog, benannt nach einem bekannten Moskauer Gefängnis, in dem unter Stalin vor allem politische Gefangene gehalten wurden und das auch als Transit-Station für viele Gulag-Verurteilte diente. In diesem Butyrka-Blog schrieben auch andere verurteilte Geschäftsleute, Rechtsanwälte, Journalisten.
Ab Ende 2011 engagierte sich Romanowa verstärkt in der Oppositionsarbeit und gründete, gemeinsam mit anderen Kulturschaffenden, im Januar 2012 die Liga Freier Wähler, die sich für faire und unabhängige Wahlen in Russland einsetzt. Als die Büros ihrer Gefangenenhilfsorganisation im Juni 2017 durchsucht wurden, verließ sie Russland. Der Vorwurf lautete: „Russland hinter Gittern“ habe staatliche Mittel veruntreut – dabei hat die Organisation nie Geld vom russischen Staat bekommen. Seither engagiert sie sich von Deutschland aus für Gefängnisinsassen in Russland, moderiert beim russischsprachigen Fernsehsender RTVD und arbeitete für ein Projekt der Friedrich Naumann Stiftung für die Freiheit in Berlin.
Für ihre zivilgesellschaftliche und journalistische Arbeit wurde sie vielfach ausgezeichnet, 2012 unter anderem mit dem Gerd-Bucerius-Förderpreis Freie Presse Osteuropas und 2022 von der Theodor-Heuss-Stiftung mit einer Theodor-Heuss-Medaille.